# Läroplansteori

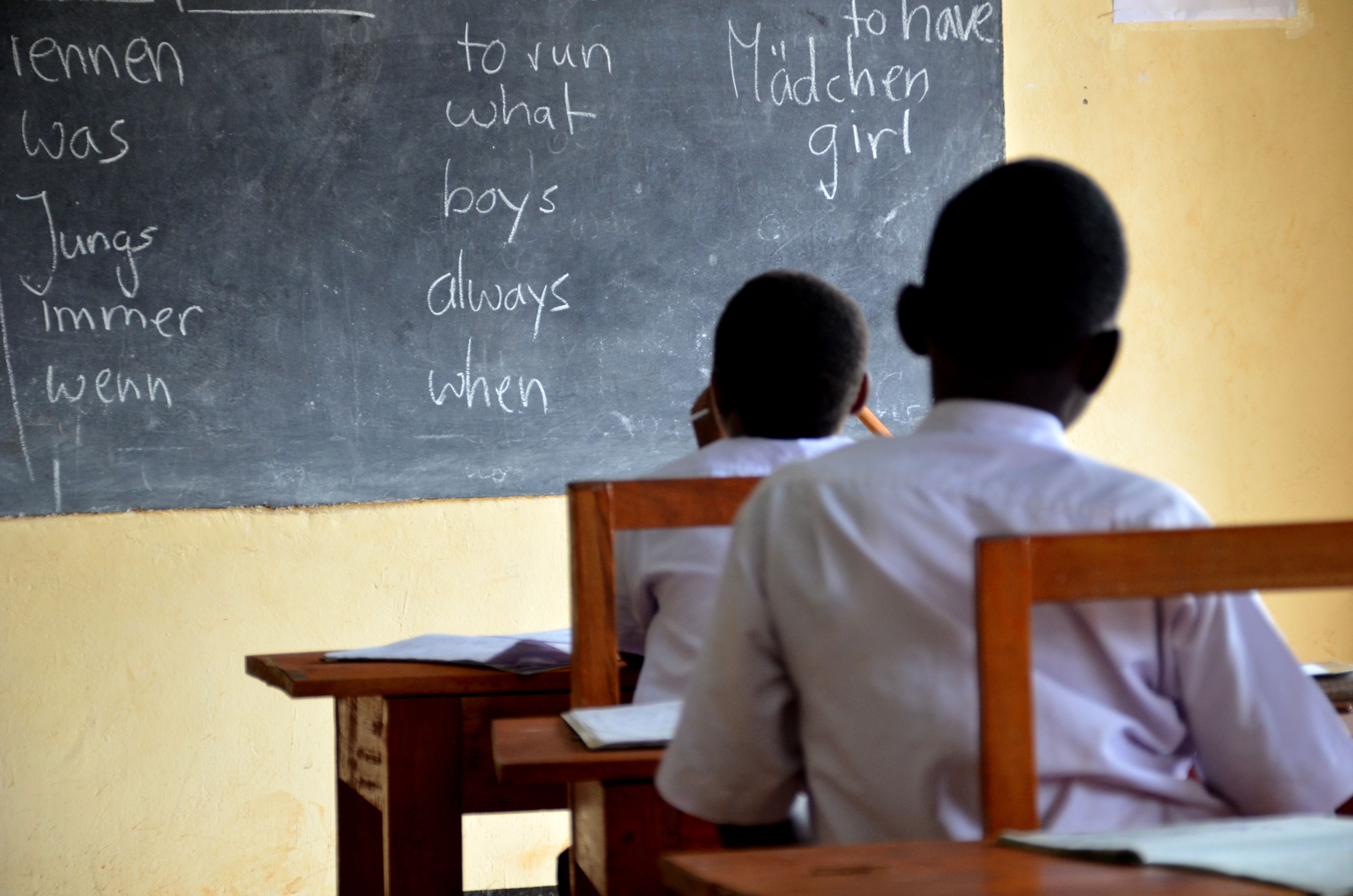
Elever i ett klassrum i Tanzania, One World Secondary School Kilimanjaro. Klassrummet är inom läroplansteorin den arena där läroplanen realiseras.

Läroplansteori är ett forskningsfält inom utbildningsvetenskap och pedagogik som definieras av ett antal grundläggande frågor som ställs till läroplanen. Vilket innehåll och vilken undervisning ska barn, elever och studenter möta under sin utbildning? Läroplansteori ger på det sättet perspektiv och begrepp för att förstå och förklara mål- och innehållsdimensioner i politiskt styrd utbildning och undervisning. Läroplanen kan med sitt uppdrag, sitt innehåll och sin inre organisering definieras som skolans samhällskontrakt.

## Framväxt
Innan 1960-talet var läroplansteoretiska diskussioner fokuserade på att ta fram olika objektiva modeller för hur en läroplan kunde se ut utifrån de samhällsbehov som man såg. Begreppet infördes av framförallt Urban Dahllöf och Ulf P. Lundgren under 1970-talet och teorin har sina rötter i Frankfurtskolan och är även influerat av den amerikanska pedagogen John Deweys arbete från tidigt 1900-tal.Idag är forskningsfältet en mötesplats för bildningsdidaktisk teori, samhällsvetenskap och professionsforskning som intresserar sig för skolans uppdrag, mål och innehåll formeras liksom dess genomförande och utfall i skola (alla skolformer) och undervisning.  

## Läroplanen
Med ordet läroplan avses en plan för lärande eller en studieplan. Vetenskapligt står det för en statligt fastställd plan för undervisning, det vill säga den nationella utbildningens grundläggande mål och innehåll, uppdraget som åvilar de pedagogiska professionerna. I det nationella utbildningssystemet finns 11 läroplaner, en för varje skolform. Tre läroplaner är överordnade för grundläggande utbildning för barn och ungdomar: en för förskolan, Lpfö18, en för grundskolan, Lgr22, och en för gymnasiet, gy2011 reviderad 2021. Läroplanerna länkar i varandra genom att de är uppbyggda på ett likartat sätt och utgår från samma kunskapssyn och principiella värden. Den läroplansteoretiska forskningen tar utgångspunkt i en vid definition av läroplanen. Begreppet inbegriper mer än enbart den förordning som föreskrivs av ett lands regering. Det innefattar hela den föreställningsvärld där skolan och undervisningen ingår. I det avseendet motsvarar tillämpningen av svenskans begrepp läroplanen engelskans curriculum så som det används inom läroplansteori, snarare än det snävare begreppet syllabus.

## Läroplanens arenor
I läroplansteoretisk forskning studeras olika arenor kring hur olika urvalsprocesser påverkar läroplanen, dess formulering, transformering och realisering. Formuleringsarenan är där urvalsprocesser och förhandlingar inom utbildningspolitiken som leder fram till styrdokumentens formuleringar för skolan. Läroplanens realisering sker lokalt i skolor där lärare och övrig personal genomför undervisning och andra pedagogiska aktiviteter. Till dessa två läggs även transformeringsarenan för att beskriva verklighetens komplexitet och de sociala, ekonomiska och kulturella faktorer som har inflytande över hur den formulerade läroplanens ideal tolkas.
Ulf P. Lundgren och Bo Lindensjö (2000) kallar även den transformerande arenan för en medierande arena för att betona massmedias förändrade roll för hur exempelvis en skolreform som formulerats i styrdokument tas emot bland den breda allmänheten. De menar också att ökad valfrihet inom utbildningsväsendet gör att större krav ställs från allmänheten på att media ska informera om både utbildningspropositioner och skolresultat, vilket för med sig att utbildningsfrågor som står nära både läroplanens formulering och realisering är föremål för medial tolkning.

## Läroplanernas formering
Ett verktyg inom läroplansteorin är att använda olika så kallade läroplanskoder för att analysera de principer och motiv som ligger till grund för stoffurval, organisering och genomförande av skolans undervisning. Som begrepp introducerades det av Ulf P. Lundgren 1983. Han har senare föreslagit att kalla läroplanskoderna för utbildningskoder. Några exempel är 
- Klassisk läroplanskod som syftar till daning och bildning.
- Realistisk läroplanskod som syftar till vetenskaplig förståelse av världen.
- Moralisk läroplanskod som syftar till att ingjuta en viss moral och lojalitet hos medborgarna.
- Rationell (eller utilistisk) läroplanskod som syftar till att förbereda för praktiska uppgifter.
- Aristokratisk läroplanskod som syftar till att särskilja elever enligt samhällsklass och reproducera konservativa värden.
- Medborgerlig läroplanskod som syftar till att fostra elever till en samhörighetsideologi. Vad en sådan samhörighet innebär och hur den tar form avgörs av styrkeförhållandena mellan olika sociala krafter, exempelvis styrkeförhållandena mellan olika ideologier inom staten.

I den samtida läroplansforskningen analyseras också olika läroplansdiskurser som formeras på olika arenor, så kallade formuleringsarenor:
- Vetenskapliga arenor (forskning om utbildning, skola, lärande och ämnen).

- Professionella arenor (yrkesverksamma som understödjer, driver eller motsätter sig olika förändringar).

- Politiska arenor (symbolfrågor, enskilda sakfrågor).

Men även andra arenor i samhället är med i formandet av läroplaner:
- Idémässiga arenor (nya idéer och ideal introduceras, till exempel digital teknik, mål för hållbar utveckling etc.)
- Internationella policyarenor (inte minst kring ekonomi och utbildning)
- Förvaltningsarenor (det formella läroplansarbetet av tjänstemän)
- Näringslivets arenor (företag, varor och tjänster som påverkar skolans innehåll och arbetsformer)
- Allmänna publika arenor (media, kulturdebatt etc.)